# Magnus Knappe
Magnus Knappe (17. února 1822 – 25. listopadu 1910) byl prvním baptistickým misionářem na českém území.

## Mládí a život
Narodil se v pruské obci Ullersdorf zbožným katolickým rodičům. Oženil se s Luisou Meierovou, s níž měl jedenáct dětí (pět z nich zemřelo v dětství). Poté, co ovdověl, se oženil s Emilií Topfereovou a měl dalších pět dětí. Umřel v listopadu 1910.
Už v mládí se netajil svým kritickým postojem vůči povrchnímu křesťanství, které spatřoval v praxi katolické církve, byl místním farářem označen za kacíře, a tak přišel o možnost vyučit se i o své první zaměstnání. Po svém setkání s evangelíky přestoupil do evangelické církve. Ale až po setkání s německým baptistickým misionářem Ignácem Straubem vydal svůj život Kristu a nechal se na vyznání své víry pokřtít. Byl pokřtěn 1. dubna 1847 kazatelem Straubem v Šonově, tři hodiny pěšky z jeho rodného Ullersdorfu, a stal se členem tamějšího baptistického sboru.

## Misionář a průkopník baptismu v Čechách
Poznané evangelium šířil ve svém okolí, ale pro odpor místního faráře se v padesátých letech odstěhoval do Voigtsdorfu, centra baptistické misie v kladské oblasti. V červenci 1858 ho Pruský svaz německých baptistů ordinoval (ustanovil) za misionáře pro Horní Slezsko. Z Voigtsdorfu se po čase přestěhoval do Reichenbachu, kde se pak staral o čtrnáct misijních stanic – kázal evangelium a šířil duchovní literaturu. Od roku 1871 krátce působil jako kazatel německého sboru v Dirschau. Po dvou letech se vrátil do Pruského Slezska a působil ve Freiburgu.
Ačkoliv neměl žádné vzdělání, měl dar oslovit lidi evangeliem – byl spíše misionářem než vedoucím sboru. Díky své práci na Broumovsku je Knappe prvním průkopníkem baptistické misie na českém území. Misii mezi Němci v Broumově – Šonově založil 1868 a tam také působil až do roku 1893, kdy je tato německá misie přiřazena pod český baptistický sbor v Praze. Baptisté v Broumově utrpěli odsunem německého obyvatelstva z pohraničí, kdy sbor téměř zanikl. Přesto je zde dodnes malá skupina českých baptistů. První český baptistický sbor byl založen v roce 1885 v obci Hleďsebe (Nelahozeves).

## Zajímavosti
Knappe byl po nějaký čas v Ullersdorfu zaměstnán v továrně Hermanna Dietricha Lindheima na výrobu parních strojů. Měl zastání u továrníka Huga von Löbbecke, který mu umožnil v neděli z náboženských pohnutek nepracovat.
Se svou rodinou a dětmi navštěvoval z Voigtsdorfu své příbuzné, kteří bydleli na samotě u Červené hory, místa svázaného s bohatou historickou minulostí. V borovicových lesích Červené hory se také konala v Knappeho době baptistická shromáždění.